# Circoscrizione Lubusz e Pomerania Occidentale
La circoscrizione Lubusz e Pomerania Occidentale è una circoscrizione elettorale per l'elezione dei membri del Parlamento europeo spettanti alla Polonia.

## Storia
La circoscrizione venne creata dalla legge 23 gennaio 2004, senza assegnarle formalmente un nome, ma solamente un numero.

## Territorio
La circoscrizione comprende, fin dalla sua istituzione, l'intero territorio dei voivodati di Lubusz e di Pomerania Occidentale.

## Risultati

### VI legislatura
| Partito                            | Partito                                                    | Risultati 13 giugno 2004 | Risultati 13 giugno 2004 | Risultati 13 giugno 2004 | Seggi | Seggi |
| Partito                            | Partito                                                    | Voti                     | %                        | ±                        | Num   | ±     |
| ---------------------------------- | ---------------------------------------------------------- | ------------------------ | ------------------------ | ------------------------ | ----- | ----- |
|                                    | Piattaforma Civica                                         | 96 858                   | 25,97                    | n.d.                     | 1     | n.d.  |
|                                    | Autodifesa della Repubblica Polacca                        | 49 876                   | 13,38                    | n.d.                     | 0     | n.d.  |
|                                    | Lega delle Famiglie Polacche                               | 45 064                   | 12,08                    | n.d.                     | 0     | n.d.  |
|                                    | Diritto e Giustizia                                        | 44 236                   | 11,86                    | n.d.                     | 0     | n.d.  |
|                                    | Alleanza della Sinistra Democratica - Unione del Lavoro    | 43 328                   | 11,62                    | n.d.                     | 1     | n.d.  |
|                                    | Socialdemocrazia Polacca                                   | 23 651                   | 6,34                     | n.d.                     | 0     | n.d.  |
|                                    | Unione della Libertà                                       | 22 235                   | 5,96                     | n.d.                     | 0     | n.d.  |
|                                    | Partito Popolare Polacco                                   | 13 217                   | 3,54                     | n.d.                     | 0     | n.d.  |
|                                    | Unione per la Politica Reale                               | 6 367                    | 1,71                     | n.d.                     | 0     | n.d.  |
|                                    | Partito Democratico della Sinistra                         | 5 513                    | 1,48                     | n.d.                     | 0     | n.d.  |
|                                    | Confederazione del Movimento per la Difesa dei Disoccupati | 5 103                    | 1,37                     | n.d.                     | 0     | n.d.  |
|                                    | Comitato Elettorale Nazionale                              | 5 056                    | 1,36                     | n.d.                     | 0     | n.d.  |
|                                    | Iniziativa per la Polonia                                  | 3 905                    | 1,05                     | n.d.                     | 0     | n.d.  |
|                                    | KPEiR-PLD                                                  | 3 819                    | 1,02                     | n.d.                     | 0     | n.d.  |
|                                    | Coalizione Civica Nazionale                                | 2 645                    | 0,71                     | n.d.                     | 0     | n.d.  |
|                                    | Partito Polacco del Lavoro                                 | 2 022                    | 0,54                     | n.d.                     | 0     | n.d.  |
|                                    |                                                            |                          |                          |                          |       |       |
| Iscritti                           | Iscritti                                                   | 2 128 798                | 100,00                   |                          |       |       |
| ↳ Votanti (% su iscritti)          | ↳ Votanti (% su iscritti)                                  | 384 405                  | 18,06                    | n.d.                     |       |       |
| ↳ Voti validi (% su votanti)       | ↳ Voti validi (% su votanti)                               | 372 895                  | 97,01                    |                          |       |       |
| ↳ Schede non valide (% su votanti) | ↳ Schede non valide (% su votanti)                         | 11 510                   | 2,99                     |                          |       |       |
| ↳ Astenuti (% su iscritti)         | ↳ Astenuti (% su iscritti)                                 | 1 744 393                | 81,94                    |                          |       |       |

| Eletti | Eletti               |
| ------ | -------------------- |
|        | Zdzisław Chmielewski |
|        | Bogusław Liberadzki  |

### VII legislatura
| Partito                            | Partito                                                 | Risultati 7 giugno 2009 | Risultati 7 giugno 2009 | Risultati 7 giugno 2009 | Seggi | Seggi   |
| Partito                            | Partito                                                 | Voti                    | %                       | ±                       | Num   | ±       |
| ---------------------------------- | ------------------------------------------------------- | ----------------------- | ----------------------- | ----------------------- | ----- | ------- |
|                                    | Piattaforma Civica                                      | 203 038                 | 45,88                   | 19,91                   | 2     | 1       |
|                                    | Diritto e Giustizia                                     | 89 605                  | 20,25                   | 8,39                    | 1     | 1       |
|                                    | Alleanza della Sinistra Democratica - Unione del Lavoro | 89 471                  | 20,22                   | 8,60                    | 1     | Stabile |
|                                    | Partito Popolare Polacco                                | 22 290                  | 5,04                    | 1,50                    | 0     | Stabile |
|                                    | Libertas Polonia                                        | 8 112                   | 1,83                    | n.d.                    | 0     | n.d.    |
|                                    | Autodifesa della Repubblica Polacca                     | 7 769                   | 1,76                    | 11,62                   | 0     | Stabile |
|                                    | Intesa per il Futuro - Centro-sinistra                  | 6 269                   | 1,42                    | n.d.                    | 0     | n.d.    |
|                                    | Destra della Repubblica                                 | 5 844                   | 1,32                    | n.d.                    | 0     | n.d.    |
|                                    | Unione per la Politica Reale                            | 5 609                   | 1,27                    | 0,44                    | 0     | Stabile |
|                                    | Partito Polacco del Lavoro                              | 4 553                   | 1,03                    | 0,49                    | 0     | Stabile |
|                                    |                                                         |                         |                         |                         |       |         |
| Iscritti                           | Iscritti                                                | 2 168 667               | 100,00                  |                         |       |         |
| ↳ Votanti (% su iscritti)          | ↳ Votanti (% su iscritti)                               | 451 864                 | 20,84                   | 2,78                    |       |         |
| ↳ Voti validi (% su votanti)       | ↳ Voti validi (% su votanti)                            | 442 560                 | 97,94                   |                         |       |         |
| ↳ Schede non valide (% su votanti) | ↳ Schede non valide (% su votanti)                      | 9 304                   | 2,06                    |                         |       |         |
| ↳ Astenuti (% su iscritti)         | ↳ Astenuti (% su iscritti)                              | 1 716 803               | 79,16                   |                         |       |         |

| Eletti | Eletti              |
| ------ | ------------------- |
|        | Sławomir Nitras     |
|        | Artur Zasada        |
|        | Marek Gróbarczyk    |
|        | Bogusław Liberadzki |

### VIII legislatura
| Partito                            | Partito                                                 | Risultati 25 maggio 2014 | Risultati 25 maggio 2014 | Risultati 25 maggio 2014 | Seggi | Seggi   |
| Partito                            | Partito                                                 | Voti                     | %                        | ±                        | Num   | ±       |
| ---------------------------------- | ------------------------------------------------------- | ------------------------ | ------------------------ | ------------------------ | ----- | ------- |
|                                    | Piattaforma Civica                                      | 159 579                  | 37,49                    | 8,39                     | 1     | 1       |
|                                    | Diritto e Giustizia                                     | 108 972                  | 25,60                    | 5,35                     | 1     | Stabile |
|                                    | Alleanza della Sinistra Democratica - Unione del Lavoro | 63 347                   | 14,88                    | 5,34                     | 1     | Stabile |
|                                    | Congresso della Nuova Destra                            | 29 353                   | 6,90                     | n.d.                     | 0     | n.d.    |
|                                    | Partito Popolare Polacco                                | 21 808                   | 5,12                     | 0,08                     | 0     | Stabile |
|                                    | Europa Plus - Twój Ruch                                 | 12 914                   | 3,03                     | n.d.                     | 0     | n.d.    |
|                                    | Polonia Insieme                                         | 10 347                   | 2,43                     | n.d.                     | 0     | n.d.    |
|                                    | Polonia Solidale                                        | 9 770                    | 2,30                     | n.d.                     | 0     | n.d.    |
|                                    | Movimento Nazionale                                     | 5 517                    | 1,30                     | n.d.                     | 0     | n.d.    |
|                                    | Partito Verde                                           | 4 101                    | 0,96                     | n.d.                     | 0     | n.d.    |
|                                    |                                                         |                          |                          |                          |       |         |
| Iscritti                           | Iscritti                                                | 2 160 786                | 100,00                   |                          |       |         |
| ↳ Votanti (% su iscritti)          | ↳ Votanti (% su iscritti)                               | 441 156                  | 20,42                    | 0,42                     |       |         |
| ↳ Voti validi (% su votanti)       | ↳ Voti validi (% su votanti)                            | 425 708                  | 96,50                    |                          |       |         |
| ↳ Schede non valide (% su votanti) | ↳ Schede non valide (% su votanti)                      | 15 448                   | 3,50                     |                          |       |         |
| ↳ Astenuti (% su iscritti)         | ↳ Astenuti (% su iscritti)                              | 1 719 630                | 79,58                    |                          |       |         |

| Eletti | Eletti              |
| ------ | ------------------- |
|        | Dariusz Rosati      |
|        | Marek Gróbarczyk    |
|        | Bogusław Liberadzki |

### IX legislatura
| Partito                            | Partito                            | Risultati 26 maggio 2019 | Risultati 26 maggio 2019 | Risultati 26 maggio 2019 | Seggi | Seggi |
| Partito                            | Partito                            | Voti                     | %                        | ±                        | Num   | ±     |
| ---------------------------------- | ---------------------------------- | ------------------------ | ------------------------ | ------------------------ | ----- | ----- |
|                                    | Coalizione Europea                 | 419 819                  | 47,76                    | n.d.                     | 2     | n.d.  |
|                                    | Diritto e Giustizia                | 323 929                  | 36,85                    | 11,25                    | 2     | 1     |
|                                    | Primavera                          | 65 556                   | 7,46                     | n.d.                     | 0     | n.d.  |
|                                    | Confederazione                     | 34 071                   | 3,88                     | n.d.                     | 0     | n.d.  |
|                                    | Kukiz'15                           | 25 941                   | 2,95                     | n.d.                     | 0     | n.d.  |
|                                    | Lewica Razem                       | 9 789                    | 1,11                     | n.d.                     | 0     | n.d.  |
|                                    |                                    |                          |                          |                          |       |       |
| Iscritti                           | Iscritti                           | 2 105 342                | 100,00                   |                          |       |       |
| ↳ Votanti (% su iscritti)          | ↳ Votanti (% su iscritti)          | 886 282                  | 42,10                    | 21,68                    |       |       |
| ↳ Voti validi (% su votanti)       | ↳ Voti validi (% su votanti)       | 879 105                  | 99,19                    |                          |       |       |
| ↳ Schede non valide (% su votanti) | ↳ Schede non valide (% su votanti) | 7 177                    | 0,81                     |                          |       |       |
| ↳ Astenuti (% su iscritti)         | ↳ Astenuti (% su iscritti)         | 1 219 060                | 57,90                    |                          |       |       |

| Eletti | Eletti              |
| ------ | ------------------- |
|        | Bartosz Arłukowicz  |
|        | Bogusław Liberadzki |
|        | Joachim Brudziński  |
|        | Elżbieta Rafalska   |

### X legislatura
| Partito                            | Partito                            | Risultati 9 giugno 2024 | Risultati 9 giugno 2024 | Risultati 9 giugno 2024 | Seggi | Seggi   |
| Partito                            | Partito                            | Voti                    | %                       | ±                       | Num   | ±       |
| ---------------------------------- | ---------------------------------- | ----------------------- | ----------------------- | ----------------------- | ----- | ------- |
|                                    | Coalizione Civica                  | 337 820                 | 44,49                   | n.d.                    | 1     | n.d.    |
|                                    | Diritto e Giustizia                | 226 086                 | 29,77                   | 7,08                    | 1     | 1       |
|                                    | La Sinistra                        | 71 916                  | 9,47                    | n.d.                    | 0     | n.d.    |
|                                    | Confederazione                     | 70 138                  | 9,24                    | 5,36                    | 0     | Stabile |
|                                    | Terza Via                          | 44 190                  | 5,82                    | n.d.                    | 0     | n.d.    |
|                                    | Bezpartyjni Samorządowcy           | 7 275                   | 0,96                    | n.d.                    | 0     | n.d.    |
|                                    | PolExit                            | 1 948                   | 0,26                    | n.d.                    | 0     | n.d.    |
|                                    |                                    |                         |                         |                         |       |         |
| Iscritti                           | Iscritti                           | 2 921 817               | 100,00                  |                         |       |         |
| ↳ Votanti (% su iscritti)          | ↳ Votanti (% su iscritti)          | 764 521                 | 26,17                   | 4,23                    |       |         |
| ↳ Voti validi (% su votanti)       | ↳ Voti validi (% su votanti)       | 759 373                 | 99,33                   |                         |       |         |
| ↳ Schede non valide (% su votanti) | ↳ Schede non valide (% su votanti) | 5 148                   | 0,67                    |                         |       |         |
| ↳ Astenuti (% su iscritti)         | ↳ Astenuti (% su iscritti)         | 2 157 296               | 73,83                   |                         |       |         |

| Eletti | Eletti             |
| ------ | ------------------ |
|        | Bartosz Arłukowicz |
|        | Joachim Brudziński |